# Акбулак (Аршалынский район)
Акбулак (каз. Ақбұлақ, до 2007 г. — Мичурино) — село в Аршалынском районе Акмолинской области Казахстана. Административный центр Акбулакского сельского округа. Код КАТО — 113431100.

## География
Село расположено в южной части района, на расстоянии примерно 4 километров (по прямой) к юго-западу от административного центра района — посёлка Аршалы.
Абсолютная высота — 418 метров над уровнем моря.
Климат холодно-умеренный, с хорошей влажностью. Среднегодовая температура воздуха отрицательная и составляет около -4,0°С. Среднемесячная температура воздуха в июле достигает +19,9°С. Среднемесячная температура января составляет около -14,0°С. Среднегодовое количество осадков составляет около 420 мм. Основная часть осадков выпадает в период с июня по июль.
Ближайшие населённые пункты: посёлок Аршалы — на северо-востоке, село Актасты — на юге, село Ижевское — на севере.
Восточнее села проходит автодорога республиканского значения — М-36 «Граница РФ (на Екатеринбург) — Алматы, через города Костанай, Астана, Караганда»   

## Население
В 1989 году население села составляло 925 человек (из них русские — 58%).

В 1999 году население села составляло 819 человек (398 мужчин и 421 женщина). По данным переписи 2009 года, в ауле проживало 808 человек (391 мужчина и 417 женщин).
| Численность населения | Численность населения | Численность населения |
| 1989                  | 1999                  | 2009                  |
| --------------------- | --------------------- | --------------------- |
| 925                   | ↘819                  | ↘808                  |

## Улицы[8][9]
- ул. Батпаккуль
- ул. Достык
- ул. Молодежная
- ул. Набережная
- ул. Тауелсиздик